# Cryptocarya chanthaburiensis
Cryptocarya chanthaburiensis är en lagerväxtart som beskrevs av Kostermans. Cryptocarya chanthaburiensis ingår i släktet Cryptocarya och familjen lagerväxter. Inga underarter finns listade i Catalogue of Life.